# Une action, une voix
 (décembre 2021).
Si vous disposez d'ouvrages ou d'articles de référence ou si vous connaissez des sites web de qualité traitant du thème abordé ici, merci de compléter l'article en donnant les références utiles à sa vérifiabilité et en les liant à la section « Notes et références ».
Une action, une voix est une norme du droit des sociétés et de gouvernance d'entreprise, qui suggère que chaque personne qui investit de l'argent dans une entreprise dispose d'une voix par action de l'entreprise qu'elle détient, à égalité avec les autres actionnaires. Souvent, les actions avec une voix chacune sont appelées actions ordinaires.
Le principe 'une action, une voix' fait partie des critères ESG pris en compte par l'investissement socialement responsable (ISR)[réf. nécessaire].

## Principe de proportionnalité
Le principe de proportionnalité qui prévaut en règle générale est celui de « une action = une voix = une fraction du dividende ».
La plupart des systèmes de droit des sociétés découragent les actions sans droit de vote à moins qu'elles n'aient des dividendes préférentiels ou des droits de liquidation, et les actions à droits de vote multiples sont également généralement découragées afin d'empêcher la concentration du pouvoir des entreprises et un avantage financier indu aux actionnaires de référence. L'utilisation de droits de vote multiples n’étant possible que pour les actions détenues au nominatif, c'est-à-dire au registre de la société, le principe 'une action, une voix' empêche de favoriser les gros actionnaires qui peuvent gérer les frais et la complexité associés avec une inscription au nominatif.

## Droit par pays

### Canada
L'article 140 (1) de la Loi canadienne sur les sociétés par actions dispose que « Sauf disposition contraire des statuts, l’actionnaire dispose, lors de l’assemblée, d’une voix par action ». Donc il est possible d'écarter la règle d'une voix par action  en le prévoyant clairement dans les statuts.
Dans les faits, certaines actions privilégiées prévues dans les statuts sont qualifiés d'actions de contrôle ou actions multivotantes parce qu'elles permettent aux fondateurs et dirigeants de maintenir une majorité des votes lors des assemblées des actionnaires malgré le fait que ces fondateurs ou descendants de fondateurs ont moins d'actions que d'autres acteurs importants de l'entreprise, y compris dans des sociétés faisant affaire avec le public. Historiquement, la société Bombardier a notamment eu recours aux actions multivotantes.

#### Québec
À l'article 179 de la Loi sur les sociétés par actions (LSA) du Québec, il y a une règle équivalente qui prévoit que « Sauf disposition contraire des statuts, l’actionnaire dispose, lors de l’assemblée, d’une voix par action ».

### France
En France, la loi 2014-384 du 29 mars 2014, dite « loi Florange », a instauré à partir du 3 avril 2016 le principe du droit de vote double pour les actions des sociétés françaises cotées détenues depuis au moins deux ans, sauf disposition contraire expressément inscrite dans les statuts consécutivement à un vote en assemblée générale à la majorité des deux tiers.
Cette loi a suscité des débats en France, compte tenu qu'elle ne permet pas de lutter contre la « finance court-termiste », les traders ne s'intéressant pas aux droits de vote, tandis qu'elle défavorise les petits porteurs qui ne peuvent inscrire leurs actions au nominatif (frais, complexité, actions détenues indirectement via des OPCVM, etc.) et décourage les investissements étrangers. A contrario, la loi favorise les gros actionnaires tels que l'État, en leur donnant une minorité de blocage sans en payer le prix.